# Romániai nemzeti és etnikai kisebbségek kultúrája
Mindegyik romániai nemzeti és etnikai kisebbségnek megvan a maga kultúrája. Ezek a kultúrák azonban nem azonos súlyúak. Több tényező járul hozzá egy adott kisebbségi kultúra súlyához: tagjainak jelenlegi vagy egykori száma, státusza a múltban, művelt kultúrájának fejlődési foka, a nyelvén való oktatás szintje, neki megfelelő nemzet létezése vagy nem létezése, az anyanemzet érdeklődése a kisebbségi megfelelője iránt stb.

## Építészet

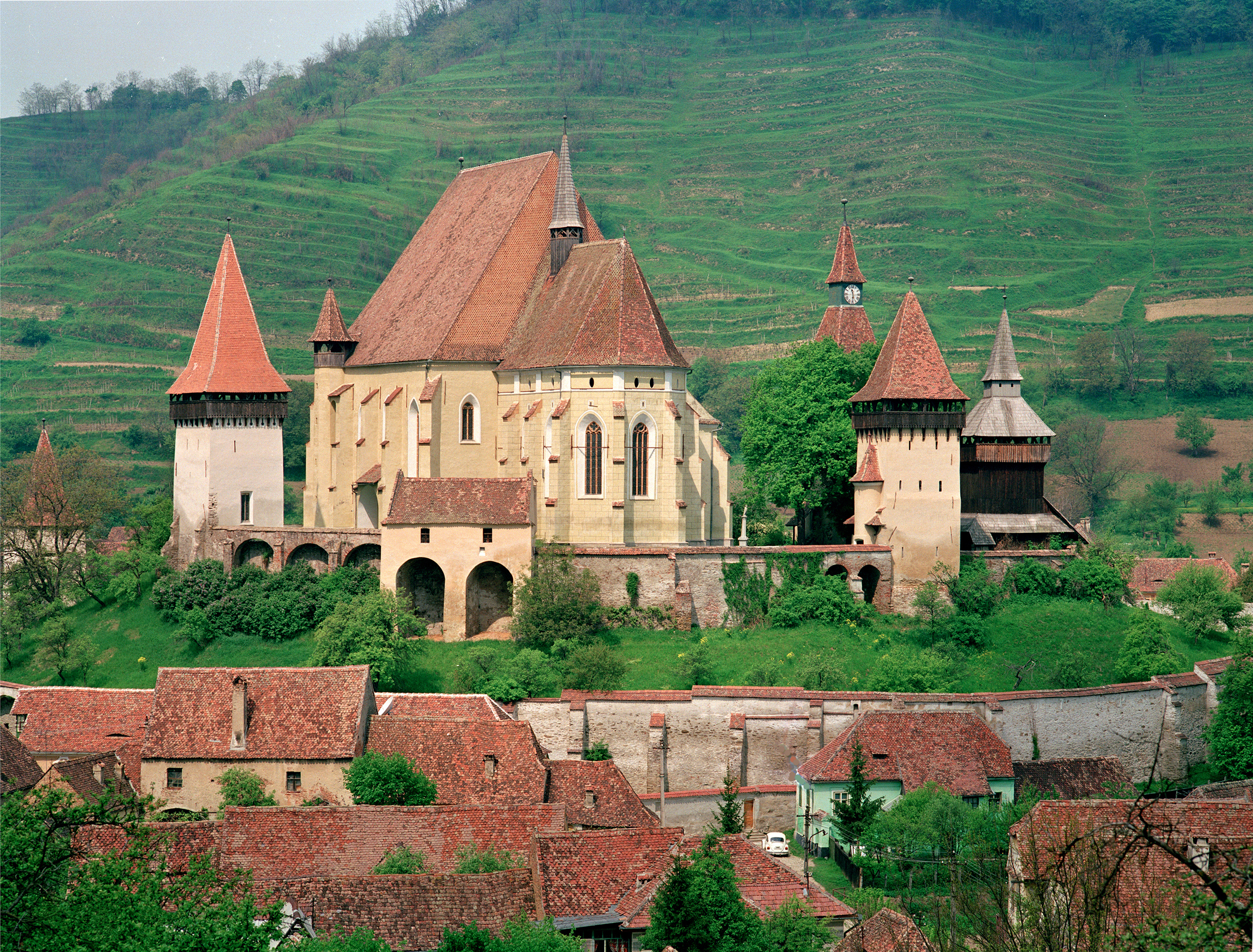
A berethalmi erődtemplom

A legszembetűnőbb az Erdélyben, a Bánságban és a Partiumban egykor nagy számban élő németektől származó építészeti örökség. Ehhez tartoznak elsősorban a szász falvak. Ezekben jellegzetes lakóházak maradtak fenn, és több faluban erődtemplomok. Közülük hét együttesen szerepel az UNESCO Világörökségi helyek listáján. Szintén szász örökség egykori városaik (Nagyszeben, Brassó, Beszterce, Medgyes, Segesvár, Kolozsvár stb.) építészete, beleértve az ottani gótikus templomokat. Segesvár egész régi városközpontját is felvették az UNESCO világörökségi helyek listájára. Kulturális adottságai miatt Nagyszeben Európa kulturális fővárosa volt 2007-ben. Más úton került ezekbe a régiókba a barokk stílusú építészet, mégpedig a Habsburg Birodalom akaratából. Ennek példája a nagyszebeni Brukenthal-palota vagy a temesvári Dóm. Ez a város Európa kulturális fővárosa lett volna 2021-ben, de rendezvényeit 2023-ra halasztották a Covid járvány miatt.

## Folklór
A romániai kisebbségeknek többé-kevésbé fennmaradt a folklórjuk, bár többnyire eredeti funkciójuk elvesztésével, akárcsak a román folklór esetében, azaz a népviseletek, a népdalok és a néptáncok csak ünnepeken, ünnepléseken és színpadon jelennek meg, az egykor díszített használati tárgyak már csak emlék- vagy díszítésre használt tárgyakként készülnek, a népmesék könyvekben élnek tovább.

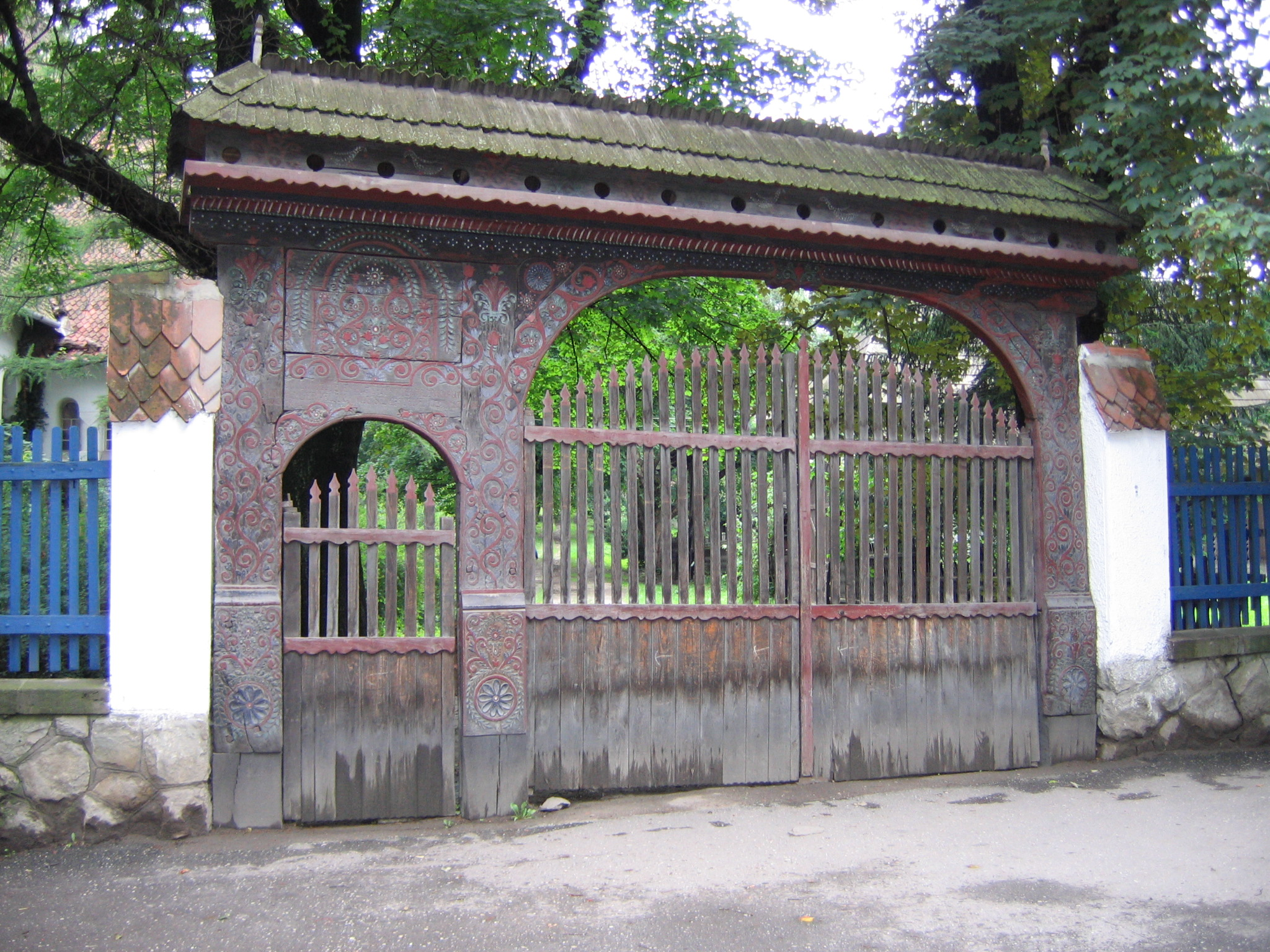
Székelykapu Sepsiszentgyörgyön

Érdekes jelenség a magyar táncházmozgalom Erdélyben, mely a magyarországihoz hasonlóan megpróbálja feleleveníteni legalább alakjukban az eredeti magyar paraszttáncokat. Jelenleg is Kalotaszeg, a Szilágyság, a Mezőség és a Székelyföld a magyar zenei folklór klasszikus helyei. A magyar népviseletet, népdalt és néptáncot az eredetitől eltérőbb alakban hivatásos, még a kommunista rendszer alatt alapított állami együttesek is képviselik. A romániai Örökség Nemzeti Intézete 74 hivatásos vagy hivatalos intézményekben működő műkedvelő folklóregyüttest tart számon. Köztük van a sepsiszentgyörgyi Háromszék Táncegyüttes, a csíkszeredai Hargita Nemzeti Székely Népi Együttes, a marosvásárhelyi „Maros” Hivatásos Művészegyüttes, melynek magyar tagozata is van, valamint a temesvári „Rezeda” együttes. Megemlítendők még a magyar folklórból a székelykapuk, a református temetőkben a kopjafák, és a korondi kerámia.

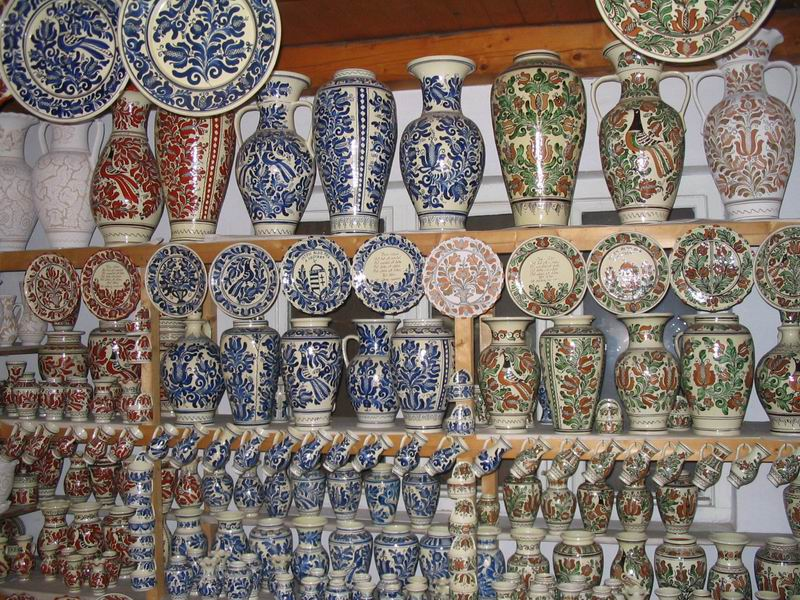
Korondi kerámiaedények

Különös módon részben fennmaradt egy nagyon kicsi közösség (5408 személy), a krassó-szörény-megyei horvátok népviselete.
A zsidó kultúrából nagyon kevés maradt fenn Romániában, de a 2000-es években újra elkezdték művelni a klezmert, a kelet- és délkelet-európai származású zsidó hangszeres népzenét, amelyre sokat hatott a román zenei folklór. Képvisélője például a 2005-ben megalakult nagyváradi Hakeshet Klezmer Band, mely tagjai között vannak románok és magyarok is.

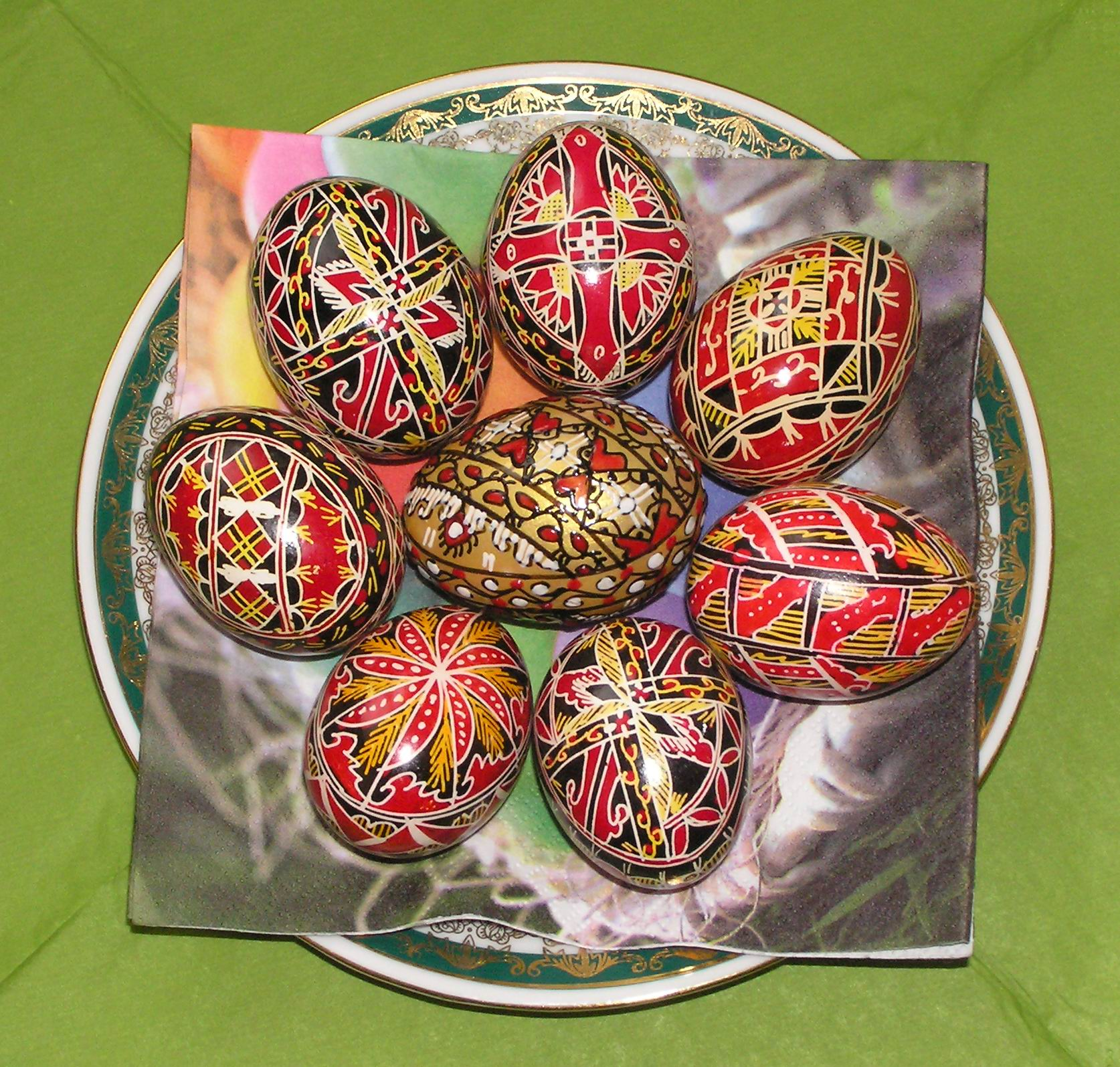
Ukrán húsvéti tojások

A bukovinai ukránoknál él még a díszítéses fából, bőrből és szaruból készült tárgyak készítése, a szövés, a hímzés, valamint a húsvéti tojások díszítése.
Más kisebbségek folklórját ezek szervezetei próbálják fenntartani. Ezt teszi például a Romániai Görög Szövetség, a Romániai Lipován Oroszok Közössége, a Dom Polski Romániai Lengyelek Szövetsége, a Romániai Török Demokratikus Szövetség, a Romániai Szerbek Szövetsége a Romániai Macedónok Egyesülete stb.
Folklórjuk megörzése céljából a kisebbségek szervezetei fesztiválokat rendeznek, vagy több etnikumot összehozó fesztiválokon vesznek részt. Ilyen a Segesváron évente megrendezett ProEtnica fesztivál, melyen mindegyik kisebbség részt vesz. A romániai arománok egy része etnikai kisebbségnek tartja magát, de nincs hivatalosan elismerve. Őket a Comunitatea Armână din România (Romániai Aromán Közösség) képviseli, mely szintén részt vesz ezen a fesztiválon.
Az UNESCO felfigyelt a romániai legényes táncokra, és a magyarokéit, a románokéit és a romákéit együtt vette fel a Szellemi kulturális örökség listájára.

### Magyar irodalom

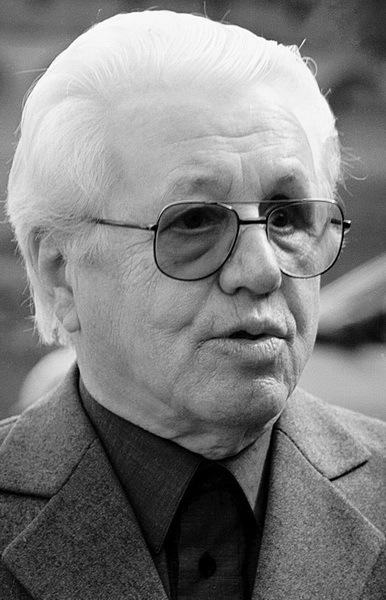
Sütő András

A legfejlettebb kisebbségi irodalom a magyar. Az első világháború után hirtelen kisebbséggé vált magyarság értelmisége fontosnak látta felvirágoztatni az erdélyi magyar kultúrát azzal a céllal, hogy a magyarok megőrizhessék identitásukat az új körülmények között is. Tevékeny irodalmi élet zajlott. Sok irodalmi mű jelent meg, például az Erdélyi Szépmíves Céh nevű kiadónál. Számos író évente összegyűlt a Helikoni közösség néven működő csoportosulás ülésein, és megvitatta az erdélyi magyar irodalom kérdéseit. A közösség havi megjelenésű folyóiratot is indított, az Erdélyi Helikont. Mivel az erdélyi magyar irodalom önálló életre kényszerült, elterjedt volt a transzilvanizmus eszméje, mely Erdély egyéniségét hangsúlyozta, azt is beleértve, hogy ehhez hozzájárult a magyar kultúra együttélése a románnal és a némettel. Egy másik folyóirat, a Korunk, baloldali irányultságú volt.
A kommunista rendszer idejében a kisebbségi irodalmak is ugyanolyan korlátozásokat szenvedtek el, mint a román, és az 1960-as évek második felében közbejött enyhülés, majd az azutáni Ceaușescu-diktatúra is ugyanúgy hatott rájuk, mint a többségi irodalomra. A magyar irodalmi élet mégis végig élénk volt. Kiemelkedő művek jelentek meg főleg a Kriterion kiadásában Bálint Tibortól, Sütő Andrástól, Méliusz Józseftől, Páskándi Gézától, Kányádi Sándortól, Szőcs Gézától stb., valamint kritikák, versek, rövid próza a Korunk második folyamában és az Utunk folyóiratban.
1990 után több kiadó is ad ki magyar nyelvű irodalmat, és több folyóirat jelenik meg, köztük Kolozsváron a Helikon, a Korunk harmadik folyama és A szem internetes folyóirat, Marosvásárhelyen a Látó, Csíkszeredában a Székelyföld.

### Német irodalom

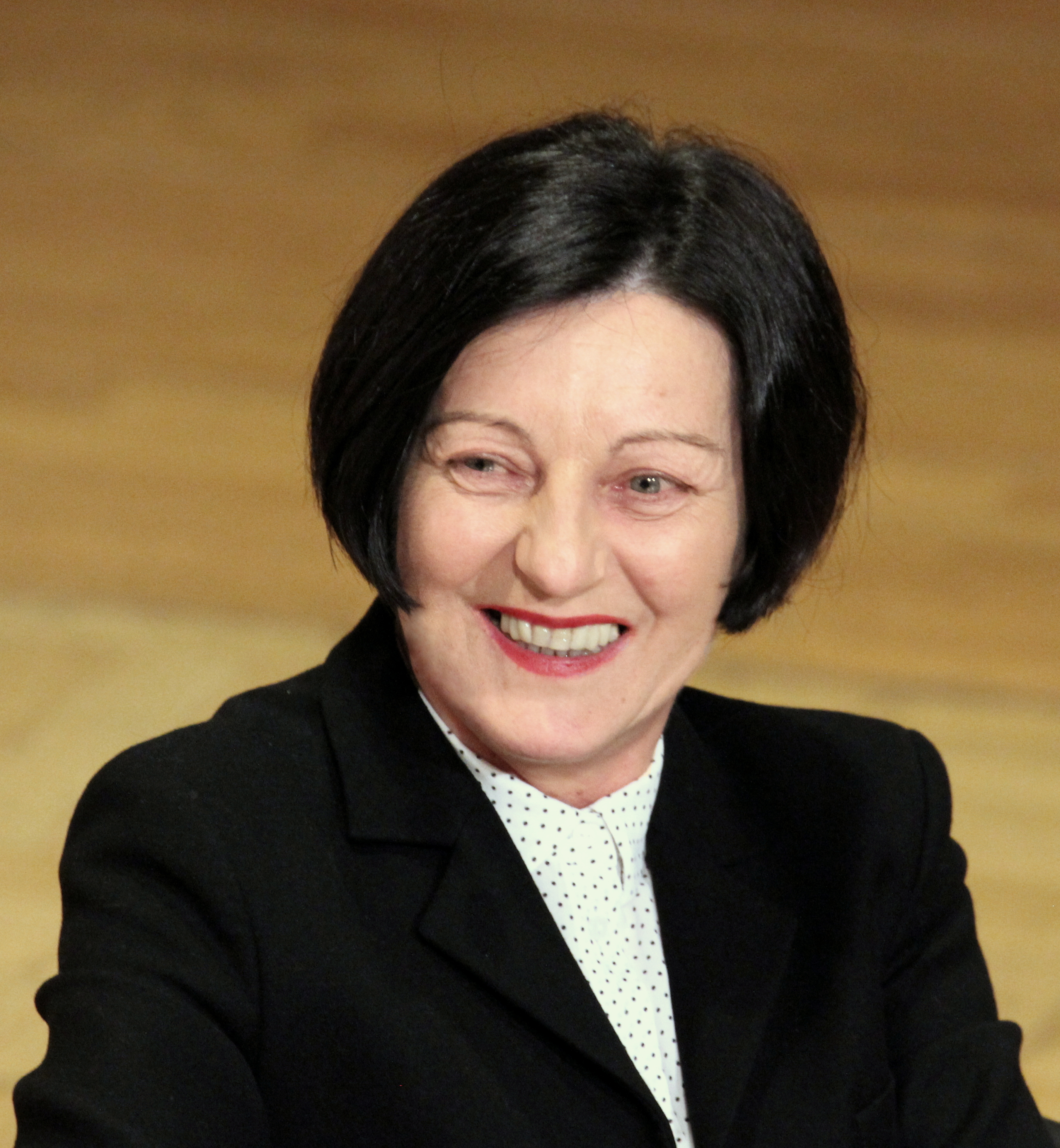
Herta Müller

A német nyelvű romániai irodalom, melynek zsidó származású képviselői is voltak, gyakorlatilag kivándorolt a csaknem teljes német kisebbséggel együtt, ugyanis az 1948-as népszámlálás adatai szerint 343 913 német élt Romániában, a 2011-es adatai pedig 36 042-ről szólnak. 1934-ben még 176 újságjuk és folyóiratuk volt.
A második világháború előtt és az után is alkotó írók közül a legismertebbek Paul Celan, Oscar Walter Cisek  és Alfred Margul-Sperber. A háború utáni években Paul Schuster és Hans Bergel emelkedtek ki. Az 1970-es évekből ismert a temesvári Aktionsgruppe Banat (Bánság Akciócsoport) nevű fiatal írók köre, amelynek meggyűlt a baja a Securitateval, és végül csaknem mind kivándoroltak. Közel állt ehhez a csoporthoz Herta Müller, a majdani irodalmi Nobel-díjas író, aki szintén Temesváron kezdte el irodalmi tevékenységét.

### Egyéb kisebbségek irodalmát is érintő információk
A romániai szlovákok körében az 1970-es években jelentek meg írók. Központjuk Nagylakon volt, ahol 1976-ban megalapították az Ivan Krasko irodalmi kört, amely 1994-ben kiszélesítette tevékenységét Ivan Krasko Kulturális és Tudományos Társaság néven. Ez rendszeresen ad ki könyveket romániai szlovák íróktól. 1990 után négy szlovák nyelvű folyóirat is megjelent. Mivel Romániában nagyon kevés cseh él, tőlük származó írások is ezekben jelennek meg.
A mai Romániából származó szerbeknek fontos szerepük volt a modern szerb kultúra kialakulásában. Csákon született Dositej Obradović (1739–1811), aki elsők között terjesztette a szerbek között a felvilágosodás és a racionalizmus eszméit. Dimitrije Tirol a Temesvári Szerb Irodalomkedvelők Társaságának egyik megalapítója volt 1828-ban. A Matica Srpska ma is Szerbiában működő legrégibb szerb kulturális intézmény első jelentős elnöke Tököly-Popovics Száva (Sava Tekelija) aradi nemes lett 1838-ban. Az 1990 előtti időszakban a Kriterion Kiadó és a Književni život (Irodalmi élet) folyóirat közölt szerb íróktól. 1989 után az utóbbit a Romániai Szerbek Szövetsége adta ki, amely a Naša reč (Szavunk) hetilapot is megjelenteti.
A két világháború között egész Bukovina Romániához tartozott, és főleg a ma ukrajnai részében jelentős romániai lengyel kisebbség élt. 32 különböző fokú iskolájuk volt 3216 diákkal. Már 1903-ban alapították meg Szucsáván az Olvasó Társaságukat, amely 1950-ig működött. Számos egyéb kulturális szervezetük és több újságuk és folyóiratuk volt, könyveket adtak ki. Jelenleg a Dom Polski szervezet két folyóiratot ad ki, a Polonust, gyerekeknek pedig a Mały Polonust, és évente kétszer fiataloknak szánt szavazóversenyeket szervez.
A romániai bolgároknak két szervezete van. Az egyik a havasalföldieké, akik ortodox vallásúak, a másik a bánságiaké, akik római katolikusok, és a saját sztenderdizált nyelvjárásukat beszélik, melyet a latin ábécével írnak. Az előbbiek periodikája a kétnyelvű Luceafărul bulgar – Balgarska zornica (Bolgár esthajnalcsillag), az utóbbiaké Naša glas (Hangunk).
A Romániában hagyományosan ukránoknak tekintett népesség egy része más etnikumnak tartja magát, mégpedig ruszinoknak. Mindkét csoportnak megvan a saját szervezete, saját kiadványokkal. Az ukránoknak három ukrán nyelvűje és két román nyelvűje van. A Romániai Ruszinok Kulturális Szövetsége kiadja a Jurnal rutean – Русиньскій журнал (Ruszin újság) kétnyelvű periodikát és egyéb kiadványokat.
A romániai tatároknak már a két világháború között is volt folyóiratuk. Jelenleg a Romániai Török-Muzulmán Tatárok Demokratikus Szövetsége foglalkozik a tatár kultúrával többek között a Karadeniz (Fekete-tenger) folyóiratában.
Egyéb kisebbségek szervezetei is kiadnak folyóiratokat irodalmi tartalommal is. Ilyen például a Romániai Albánok Kulturális Szövetségének Shqiptari/Albanezul kétnyelvű periodikája. A Romániai Örmények Szövetségének van kiadója és két folyóirata: az Ararat és a Nor Ghiank. A Romániai Görög Szövetség is kiad kétnyelvű, az Interneten is elérhető folyóiratot ΕΛΠΙΣ/Speranța (Remény) címmel. A Romániai Olaszok Egyesülete (RO.AS.IT) kiad egy román nyelvű internetes újságot, a Piazza Romanát, és más kiadványai is vannak. A Romániai Lipován Oroszok Közössége kiadja a Зори – Zorile (Hajnal) című periodikát, és kiadója könyveket jelenít meg. A Romániai Török Demokratikus Szövetség a Hakses folyóiratot adja ki. 2000-től 2006-ig ifjúsági folyóiratot is kiadott, Genç Nesil (Fiatal nemzedék) címmel. A Romániai Macedónok Egyesületének van irodalmi köre, és kiadja a Macedoneanul (A macedón) kétnyelvű folyóiratot.

## Színjátszás
A román nyelvű színjátszáson kívül Romániában van kisebbségi is. Ez egyrészt hivatásos és állami, másrészt műkedvelő jellegűre oszlik.
A magyar nyelvű színjátszás a legfejlettebb. A hivatásos társulatok kétféle státusszal léteznek:
- önálló színházak:
  - Kolozsvári Állami Magyar Színház;[54]
  - Temesváron a Csiky Gergely Állami Magyar Színház;[55]
  - Csíkszeredában a Csíki Játékszín;[56]
  - Gyergyószentmiklóson a Figura Stúdió Színház;[57]
  - Sepsiszentgyörgyön a Tamási Áron Színház[58] és az M Studio;[59]
  - Székelyudvarhelyen a Tomcsa Sándor Színház;[60]
- magyar nyelvű színtársulatok közös igazgatás alatt román nyelvűvel:
  - a Marosvásárhelyi Nemzeti Színház Tompa Miklós Társulata;[61]
  - a marosvásárhelyi Ariel Ifjúsági és Gyermekszínház magyar társulata;[62]
  - a Szatmárnémeti Északi Színház Harag György Társulata;[63]
  - a Nagyváradi Állami Színház Szigligeti Ede Társulata.[64]

Itt említendő meg az Kolozsvári Állami Magyar Opera is.
Temesváron létezik önálló állami német színház is.
A jiddis nyelvű színjátszás bölcsője világviszonylatban is Jászvásár. Megalapítója Abraham Goldfaden  volt, az 1876-ban ott játszott darabjával. Ebből a hagyományból Romániában a Bukarestben működő Állami Zsidó Színház maradt meg.
Egyéb kisebbségek szervezetei műkedvelő színjátszással foglalkoznak. Ilyen a szlovákoké és a macedónoké.